# Rudolf Semrád
Rudolf Semrád (17. dubna 1910 Velké Petrovice – 29. listopadu 1980 Praha) byl český sochař a medailér.

## Životopis
Studoval na Státní průmyslové škole sochařsko-kamenické v Hořicích a následně v letech 1929–1936 na Akademii výtvarných umění v Praze u profesora Kafky. V letech 1946–1977 vyučoval modelování na katedře výtvarné výchovy Pedagogické fakulty v Praze.
Během své profesní kariéry se věnoval medailérské a sochařské tvorbě a spolupracoval s Ladislavem Píchou a Mirko Stejskalem.
Byl členem skupin Umělecká beseda a od roku 1966 Jednota umělců výtvarných (JUV).
Zúčastnil se mnoha veřejných soutěží. Například na tumbu svatého Václava v katedrále svatého Víta v Praze a na hrob svatého Vojtěcha.
Jeho nejznámější realizací je pomník Mistra Jana Husa v Plotišti nad Labem z roku 1936.
Je zastoupen ve sbírkách Galerie výtvarného umění v Hradci Králové, Galerie hlavního města Prahy, Severočeské galerie výtvarného umění v Litoměřicích, Národní galerie v Praze, GASK Kutná Hora a v Alšově jihočeské galerii v Hluboké nad Vltavou.

## Dílo
- 1936: Realizace pomníku Mistra Jana Husa v Plotišti nad Labem[1]
- 1946: Hlava slečny G, sádra[1]
- 1951: Soubor čtrnácti keramických reliéfů z padesátých let nad vchody bytovek v Jincích[5]
- 1951: Slévárenství - keramický reliéf nad vchodovými dveřmi bytovky v Tyršově ulici v Klatovech[6], jeden ze tří reliéfů na bytovce v Domažlicích[7] a skupina 11 keramických reliéfů z 50. let na sídlišti v Chrástu nad Sázavou[8]
- 1951: Domovní znamení s budovatelskou tematikou (s L. Píchou a M. Stejskalem)[9]